# Eric Morales
Eric Morales (n. México, 1970) es un director de televisión mexicano. Ha realizado toda su carrera en la televisión en Televisa. Ha trabajado para los productores Giselle González, Roberto Gómez Fernández, José Alberto Castro, Carla Estrada, Lucero Suárez, Salvador Mejía, Nathalie Lartilleux Nicaud, Carmen Armendáriz y Juan Osorio.
En 1998 Eric Morales es asistente de director de escena en la telenovela El privilegio de amar, dirigida por Mónica Miguel y Miguel Córcega, y producida por Carla Estrada, protagonizada por Helena Rojo, Adela Noriega, René Strickler y Andrés García.
En 2001 debutó como director de escena en locación en la telenovela El noveno mandamiento, producida por Lucero Suárez, protagonizada por Daniela Castro.
En 2008 debutó como director general de escena en la telenovela Alma de hierro, producida por Giselle González y Roberto Gómez Fernández.

## Filmografía

### Director de escena
- Amor mío (2007)
- Alma de hierro (2008-2009)
- Mar de amor (2009-2010)
- Para volver a amar (2010-2011)
- Cachito de cielo (2012)
- La tempestad (2013)
- Yo no creo en los hombres (2014-2015)
- Yago (2016)
- La candidata (2016-2017)
- Caer en tentación (2017-2018)
- Cuna de lobos (2019)
- El último rey (2022)
- El amor invencible (2023)
- El amor no tiene receta (2024)
- Amanecer (2025)

### Director de escena en locación
- El noveno mandamiento (2001)
- El juego de la vida (2001-2002)
- Amor real (2003)
- CLAP (2003)
- Rubí (2004)
- La madrastra (2005)
- Primera parte de Palabra de mujer (2007)

### Asistente de director de escena
- El privilegio de amar (1998-1999)
- La casa en la playa (2000)

### Continuista
- Esmeralda (1997)

## Premios y nominaciones

### Premios TVyNovelas
| Año  | Categoría                 | Telenovela                | Resultado |
| ---- | ------------------------- | ------------------------- | --------- |
| 2004 | Mejor dirección de escena | Amor real                 | Nominado  |
| 2006 | Mejor dirección de escena | La madrastra              | Ganador   |
| 2009 | Mejor dirección de escena | Alma de hierro            | Ganador   |
| 2015 | Mejor dirección de escena | Yo no creo en los hombres | Ganador   |
| 2017 | Mejor dirección de escena | La candidata              | Ganador   |
| 2018 | Mejor dirección de escena | Caer en tentación         | Ganador   |
| 2020 | Mejor dirección de escena | Cuna de lobos             | Nominado  |

### TV Adicto Golden Awards
| Año  | Categoría                 | Telenovela    | Resultado |
| ---- | ------------------------- | ------------- | --------- |
| 2019 | Mejor dirección de escena | Cuna de lobos | Ganador   |